# NGC 2316
NGC 2316 est une nébuleuse en émission et par réflexion située dans la constellation de la Licorne. NGC 2316 a été découvert par l'astronome germano-britannique William Herschel en 1785. L'ingénieur irlandais Bindon Stoney a observé cette nébuleuse le 20 février 1851 et son observation a été incluse au catalogue NGC sous la désignation NGC 2317. 